# روي 2 ترايبلاين
روي 2 ترايبلاين (Roe II Triplane)، تعرف أحيانا باسم ميركوري (الزئبق) هي من أوائل الطائرات البريطانية و أول منتج لشركة أفرو. وصممها أليوت فيردون رو لتكون أكثر ثباتا من سابقتها، أفرو 1 ترايبلاين، المصنوعة من الخشب والورق. تم بناء نموذجين استعملت واحدة منهما للعرض في مكاتب الشركة، وبيعت الثانية إلى و. ج. ويندهام. وصلت أطول رحلة للطائرة إلى 600 قدم (180 متر).

## المواصفات
البيانات من Jackson 1990 p.11
الخصائص العامة
- طاقم: one
- طول: 23 قدم (7.0 م)
- باع الجناح: 26 قدم (7.9 م)
- ارتفاع: 9 قدم (2.7 م)
- مساحة الجناح: 280 قدم2 (26 م2)
- الوزن الإجمالي: 550 رطل (249 كـغ)
- محركات:  × Green C.4 4-cylinder inline water-cooled, 35 حصان (26 كـو)  خطأ في التعبير: عامل > غير متوقع.
- مراوح: 2-ريشة

أداء
- السرعة القصوى: 45 ميل/س (72 كم/س؛ 39 عقدة)